# Eucosma heinrichi
Eucosma heinrichi is een vlinder uit de familie van de bladrollers (Tortricidae). De wetenschappelijke naam van de soort is voor het eerst geldig gepubliceerd in 1925 door McDunnough.